# Basarab (metrostation)
Basarab is een metrostation in Boekarest. Het station wordt bediend door de metrolijnen 1 en 4, waartussen cross-platform overgestapt kan worden. Station Basarab ligt nabij het gelijknamige spoorwegstation. Het metrostation werd in 1990 geopend voor lijn 1; lijn 4 doet het station sinds 1 maart 2000 aan. Tussen Basarab en Gara de Nord lopen metrolijnen 1 en 4 parallel. De dichtstbijzijnde stations zijn Crângași en Gara de Nord.
Van Dristor 2 tot Pantelimon:
Dristor 2 · Piața Muncii · Iancului · Obor · Ştefan cel Mare · Piața Victoriei · Gara de Nord 1 · Basarab · Crângaşi · Semănătoarea · Grozăveşti · Eroilor · Izvor · Piaţa Unirii · Timpuri Noi · Mihai Bravu · Dristor 1 · Nicolae Grigorescu · Titan · Costin Georgian · Republica · Pantelimon
Gara de Nord · Basarab · Grivița · 1 Mai · Jiului · Parc Bazilescu · Laminorului · Străulești